# Dławik (pochwa)
Dławik  – element wewnętrzny pochwy broni białej zapobiegający niekontrolowanemu wysuwaniu się z niej głowni.
Dławik z otworem wpustowym musiał być zgodny w kształcie z przekrojem głowni, do której był przeznaczony. Zazwyczaj miał postać dwóch sprężystych, wyprofilowanych blaszek, które poprzez nacisk i tarcie o płazy głowni uniemożliwiały jej wysuwanie się. Mocowany był do płaszcza pochwy za pomocą śrub (zazwyczaj jednej lub dwóch), nitów lub miękkiego lutu. Często był elementem demontowalnym, co umożliwiało usuwanie zanieczyszczeń z wnętrza pochwy.